# Myrmeleon (Myrmeleon) insperatus
Myrmeleon (Myrmeleon) insperatus is een insect uit de familie mierenleeuwen (Myrmeleontidae), die tot de orde netvleugeligen (Neuroptera) behoort. De soort komt voor in Zuid-Afrika.